# It Doesn't Matter Two
It Doesn't Matter Two este o piesă a formației britanice Depeche Mode. Piesa a apărut pe albumul Black Celebration, în 1986.